# خوان ایگناسیو الساندرونی
خوان ایگناسیو الساندرونی (انگلیسی: Juan Ignacio Alessandroni؛ زادهٔ ۲۶ دسامبر ۱۹۸۸) بازیکن فوتبال است.